# サンデー志ん朝
『サンデー志ん朝』（サンデーしんちょう）は、1962年7月29日から1965年9月26日までフジテレビで放送されていたバラエティ番組である。放送時間は毎週日曜 13:00 - 13:15 （日本標準時）。

## 概要
番組タイトルは週刊誌『サンデー毎日』と『週刊新潮』をもじったものであり、内容も「今週のコラム」「有名人株式市況」など、本家を模したコーナーで構成されていた。この番組に出演していた古今亭志ん朝と谷幹一は、日本テレビの『なんだかんだ』やTBSの『やじきた志ん幹線』などでも共演していた。
番組終了から半年後の1966年4月、ほぼ同じメンバーによるリバイバル版『まんがシンチョー』が火曜19:30枠でスタートした。

## 出演者
- 古今亭志ん朝
- 谷幹一
- 熊倉一雄
- 宮地晴子
- 本郷淳